# Eulogio Vargas
Eulogio Antonio Vargas (Formosa, Argentina; 21 de marzo de 1931-La Paz, Bolivia; 26 de agosto de 2020) fue un futbolista argentino nacionalizado boliviano que jugaba como defensor.

## Trayectoria

### Sarmiento de Formosa
Vargas inició su carrera en su natal Formosa, específicamente en Sarmiento. Logró consagrarse bicampeón de la Liga formoseña de fútbol  en 1950 y 1951.

### The Strongest
A sus 22 años emigró a Bolivia para sumarse al primer equipo de The Strongest. En 1958 se coronó campeón de la Copa República.

### Chaco Petrolero
En 1960 llega a Chaco Petrolero donde jugaría varias temporadas. Destacándose la de 1962 donde conquistaría el campeonato profesional paceño.

### Bolívar
Vargas de un salto en su carrera al llegar a Bolívar. Donde conquistaría otros dos títulos en 1966 y 1968. En Bolívar también jugaría sus primeros partidos por Copa Libertadores. 

### Universitario
En 1969 llegaría a Universitario de La Paz donde nuevamente saldría campeón del fútbol boliviano y jugaría la Copa libertadores. Universitario fue su último club, ya que se retiraría del fútbol.

## Selección Boliviana
Eulogio Vargas se nacionalizó boliviano y en 1963 se consagraría campeón del campeonato sudamericano de ese año de manera invicta. Logrando así, hasta el momento, el único título del conjunto boliviano en el torneo.

## Clubes
| Club                      | País      |
| ------------------------- | --------- |
| Club Sarmiento de Formosa | Argentina |
| The Strongest             | Bolivia   |
| Chaco Petrolero           | Bolivia   |
| Bolívar                   | Bolivia   |
| Universitario de La Paz   | Bolivia   |

## Palmarés
| Título           | Equipo                  | País      | Año  |
| ---------------- | ----------------------- | --------- | ---- |
| Liga Formoseña   | Sarmiento               | Argentina | 1950 |
| Liga Formoseña   | Sarmiento               | Argentina | 1951 |
| Copa República   | The Strongest           | Bolivia   | 1958 |
| Primera división | Bolívar                 | Bolivia   | 1966 |
| Primera división | Bolívar                 | Bolivia   | 1968 |
| Primera división | Universitario de La Paz | Bolivia   | 1969 |
| Copa América     | Selección boliviana     | Bolivia   | 1963 |